# 西門站 (臺北捷運)
25°02′34″N 121°30′31″E / 25.0427238°N 121.508577°E
西門站位於台灣台北市中正區、萬華區交界處，為台北捷運板南線、松山新店線交會的捷運車站。本站也是台北捷運4座平行轉乘的車站和松山新店線沿線車站中運量最高的一座。

## 車站概要
西門站位於臺北西門町商圈，車站編號方面，板南線為BL11，松山新店線為G12。西門站有韓語、英語、日語廣播。
由於2000年8月31日以前，板南線沒有專屬的機廠，行駛其上的電聯車必須透過小南門線至淡水線的北投機廠進行維修作業，因此於本站北端設有橫渡線聯絡南港線與小南門線，以供南港線列車經小南門線行駛至中正紀念堂站，再換軌至淡水線前往北投。在南港線專用的南港機廠啟用後，該橫渡線主要使尖峰時段備用列車前往停用月台儲放。
車站上方的中華路在道路中央設有公車專用道與月台，並在道路兩側與附近道路的站牌，因此有多路公車行經，可轉乘前往新北市板橋、土城、三峽、新莊、三重、臺北市萬華、公館、景美、松山、南港、圓環、中山北路、天母、故宮等地。

## 車站構造
地下三層車站，月台型式採島式疊式月台，為跨月台轉車站，兩個島式月台分別位於地下第二層及第三層兩月台層間上下平行重疊，六個出入口，本站設有半高式月台門。。
西側靠近台鐵和高鐵的地下行車隧道（不含地下街，其中西側的兩個出口——出口1及出口6自台鐵與高鐵鐵道隧道上方跨越，並在出口長廊皆設有通往台鐵高鐵之西門緊急停靠站大廳的地下連通道），車站北側與西門地下街連通供民眾通行，並設有「臺北市立圖書館：西門智慧圖書館」）。

### 車站樓層
| 地面      | 出入口                                       | 出入口                                            |
| 地下 一樓 | 大廳層                                       | 車站大廳、詢問處、自動售票機、驗票閘門            |
| 地下 一樓 | 大廳層                                       | 洗手間、西門地下街 (站體南側付費區外)             |
| 地下 二樓 | 一月台                                       | 板南線 往南港展覽館方向（BL12 台北車站）→         |
| 地下 二樓 | 島式月台，板南線右側開門，松山新店線左側開門 |                                                   |
| 地下 二樓 | 二月台                                       | 松山新店線 往松山方向（G13 北門站）→              |
| 地下 三樓 | 三月台                                       | ← 板南線 往頂埔／亞東醫院方向（BL10 龍山寺站）    |
| 地下 三樓 | 島式月台，板南線左側開門，松山新店線右側開門 |                                                   |
| 地下 三樓 | 四月台                                       | ← 松山新店線 往新店／台電大樓方向（G11 小南門站） |

### 車站月台
地下二樓為捷運板南線與松山新店線的上行軌（北向）共同月台；地下三樓則為下行軌（南向）共同月台（板南線的軌道皆在西側，而松山新店線的軌道皆在東側），為地下平行交會車站。過去由於綠線當中的松山線仍在興建，因此先行開闢小南門線營運區間（西門—中正紀念堂），採用單線雙向方式運行。本站綠線側月台與軌道的使用，也改為由2號月台（第二層綠線上行軌）與4號月台（第三層綠線下行軌）的其中一個進行小南門線的營運，另一個則不開放，每四個月交替（換軌行駛）一次。信義線通車後，直通新店線台電大樓站，台北捷運綠線於尖峰時段兩個月台都做為下行發車月台，離峰時則只使用2號月台。
2014年10月18日起，除松山線履勘及通車典禮當日或通車前系統發生異常狀況外，台北捷運綠線改為固定月台候車。列車抵達西門站清車後，將駛入尚未營運之松山線進行試運轉，至松山線通車為止。松山線通車後，連接小南門線與新店線直通營運，綠線側月台與軌道也恢復原本的上、下行營運設定。
本站綠線月台的LED跑馬燈已經更新，採用與紅線信義線相同的LED跑馬燈與電子看板。另外，新增月台電子資訊顯示器於大廳層與月台，並於月台層新增列車入站廣播提示3號月台所使用的提示不相同），提醒乘客往中正紀念堂站、台電大樓站於其中一個月台候車。
2014年10月17日前，本站4號月台於離峰時段用來儲放尖峰時段的備用車。

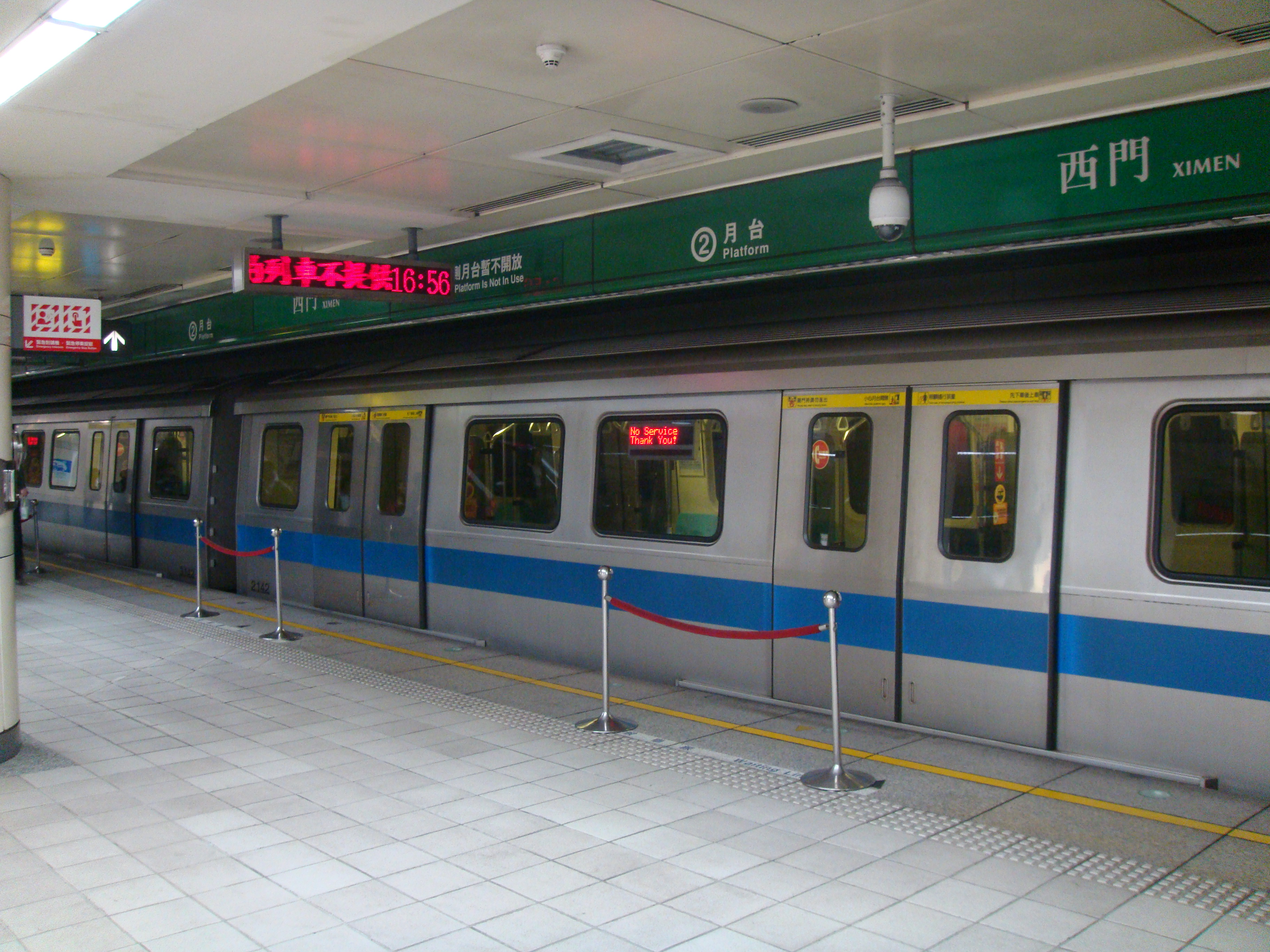
2號月台，2013年11月以前與4號月台交互開放
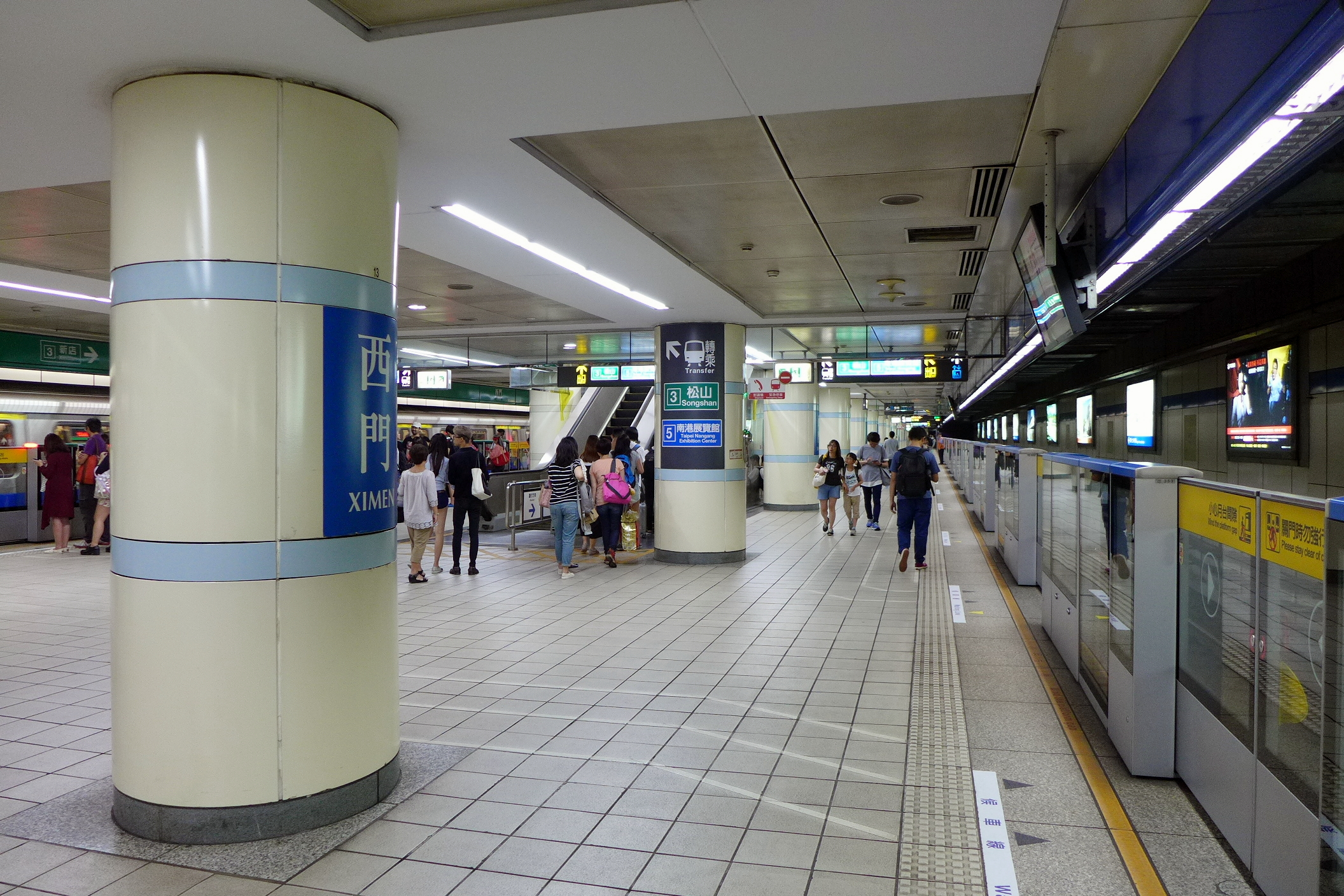
乘客於下層月台平行轉乘
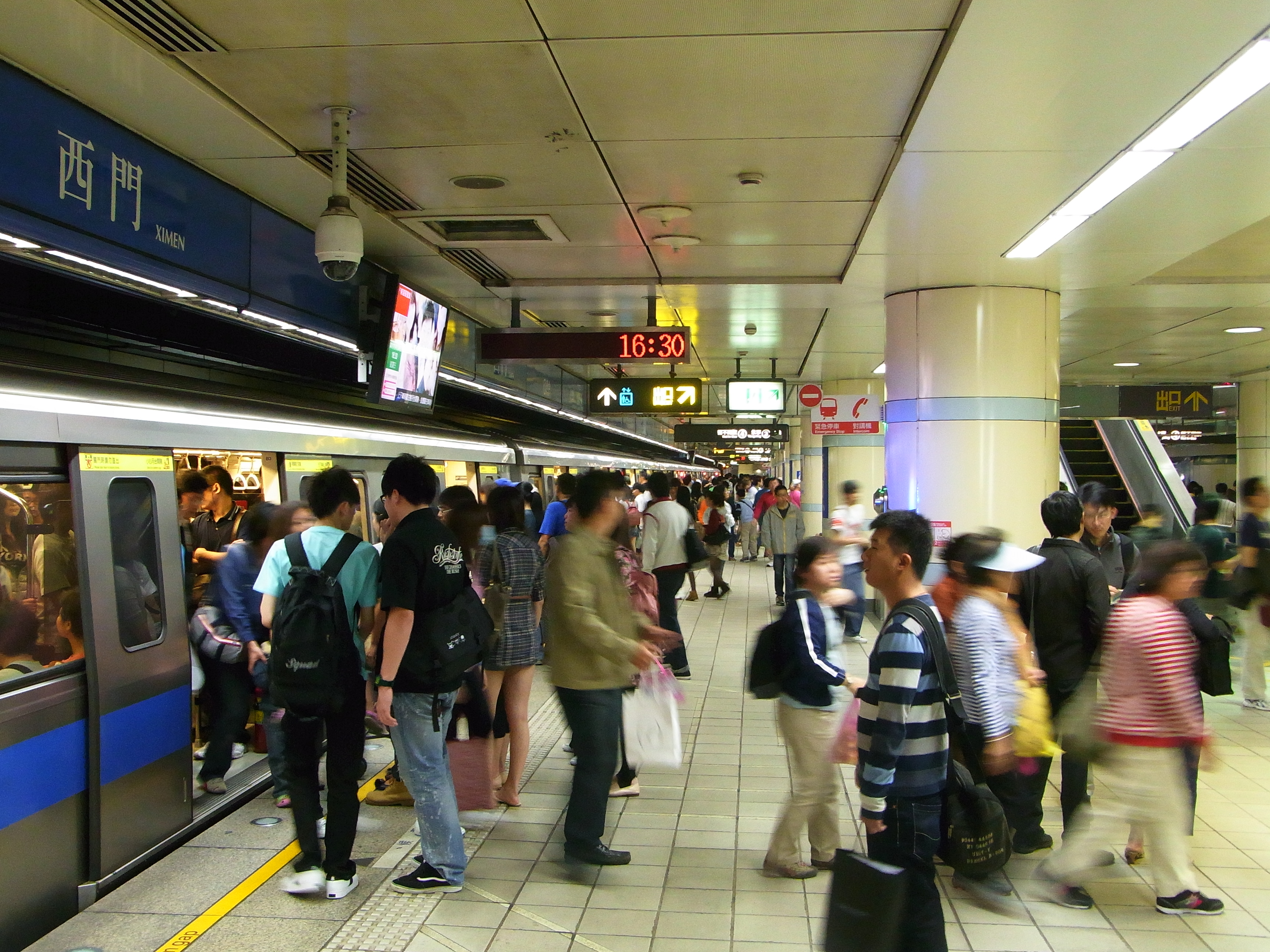
西門站上層月台

### 車站出口
出口1、6位於車站西側、出口2～5位於車站東側，無障礙電梯位於出口4與出口6，北側設有通道連接西門地下街／西門智慧圖書館。
其中出口6因緊鄰西門町，為本站進出人次最頻繁的出口，電影《六號出口》的片名即由此而來。
| 出入口                          | 圖片 | 位置                             |
| ------------------------------- | ---- | -------------------------------- |
| 出入口1 · 設有手扶梯            |      | 西門紅樓（成都路南側、漢中街口） |
| 出入口2                         |      | 國軍英雄館（中華路東側、往南）   |
| 出入口3 · 設有手扶梯            |      | 寶慶路（寶慶路南側）             |
| 出入口4 · 設有電梯 · 設有手扶梯 |      | 衡陽路（衡陽路北側）             |
| 出入口5                         |      | 中山堂（中華路東側、往北）       |
| 出入口6 · 設有電梯 · 設有手扶梯 |      | 西門町（成都路北側、漢中街口）   |
| 註： 設有電梯 \| 設有手扶梯     |      |                                  |

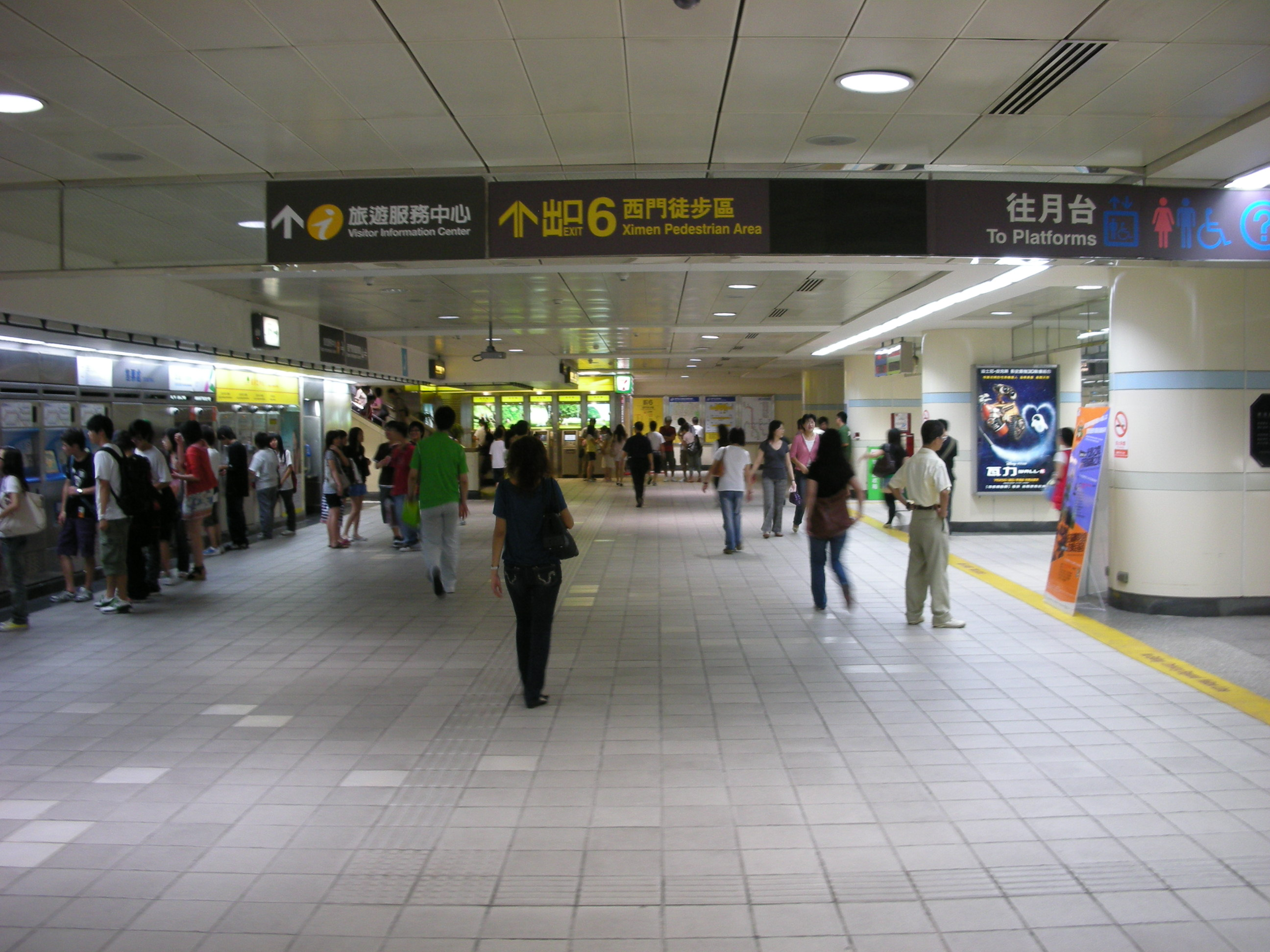
西門站售票大廳
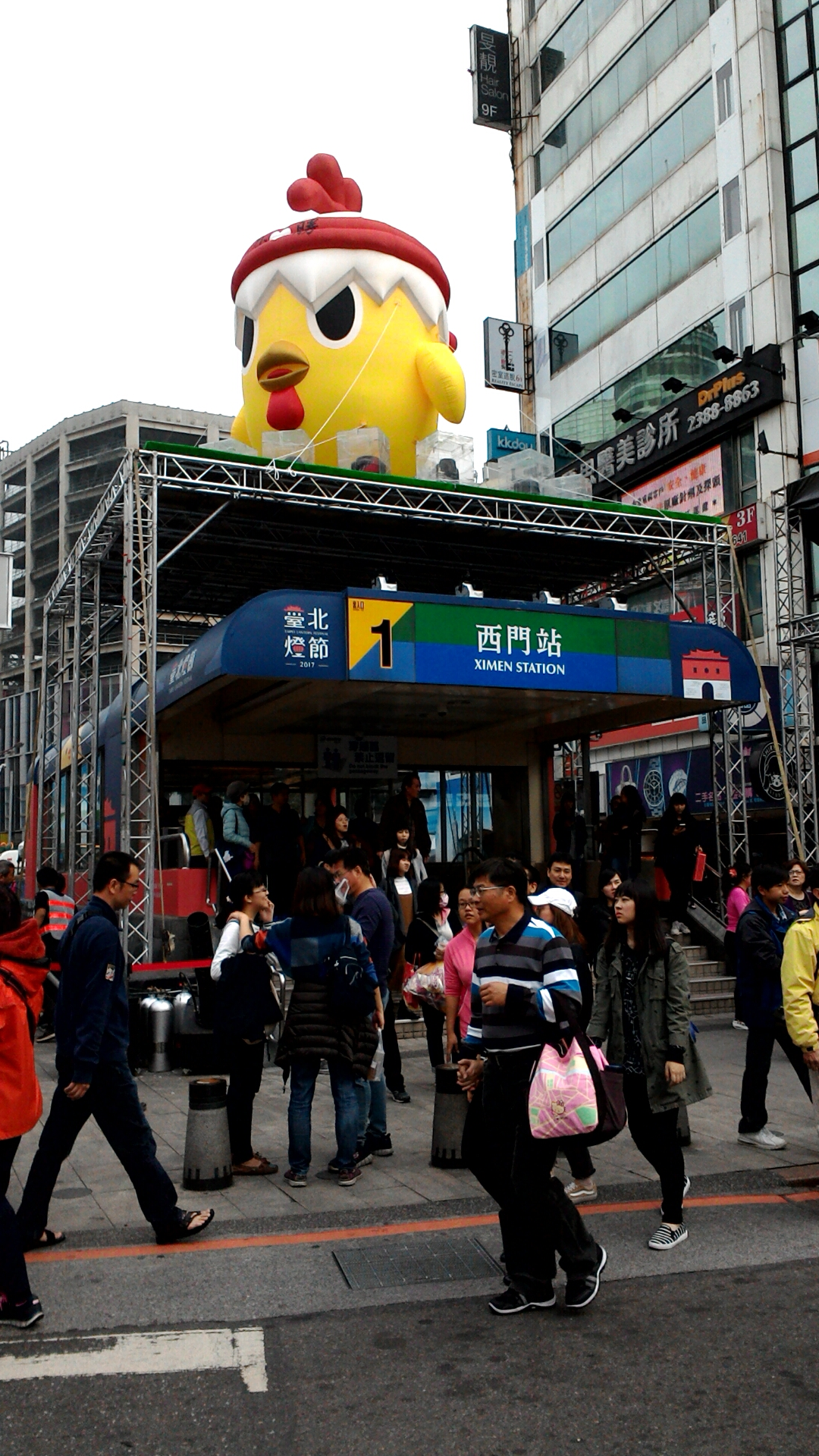
2017年台北燈節期間的1號出口
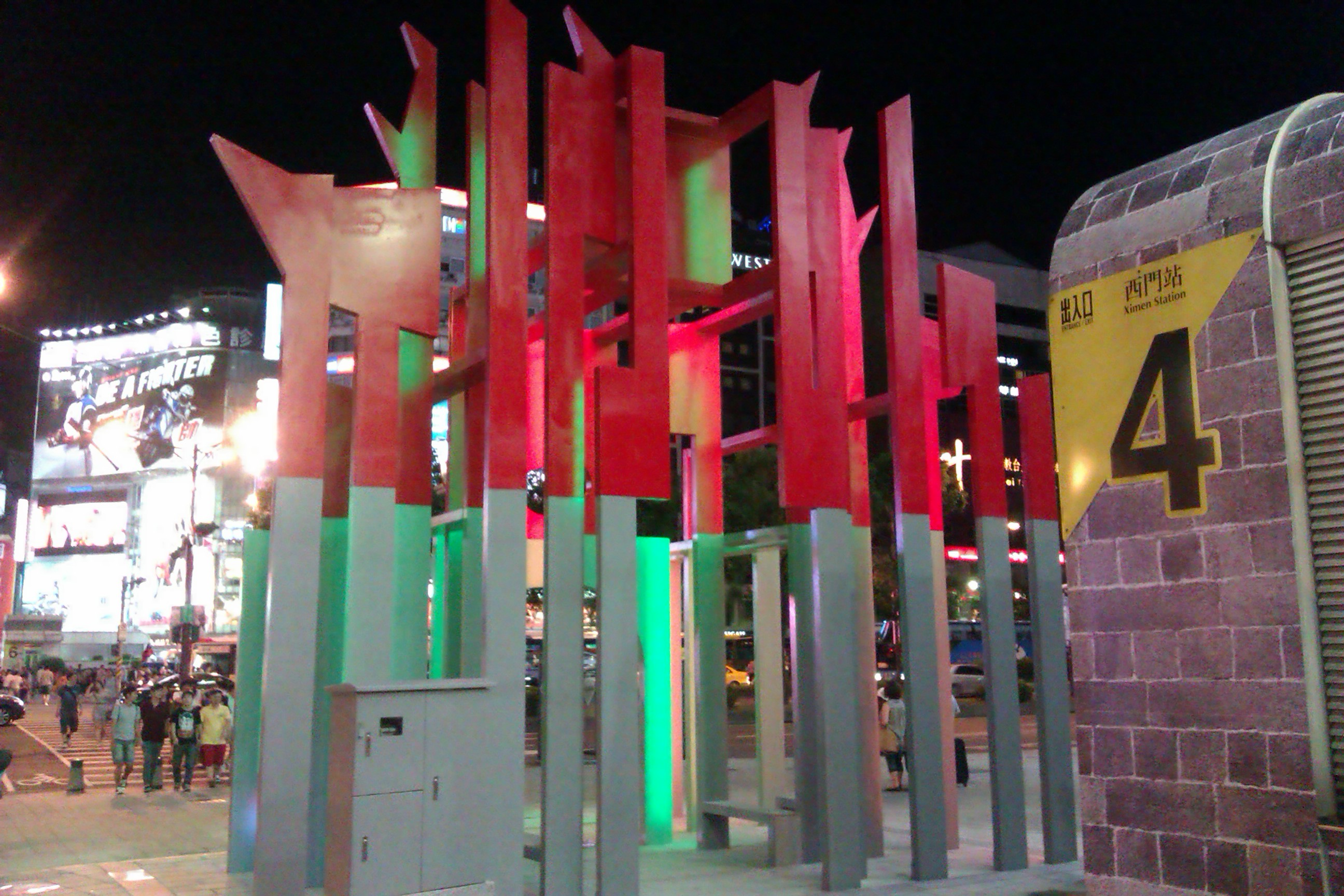
城牆狀的出口四與寶成門（西門印象），2014年

## 歷史

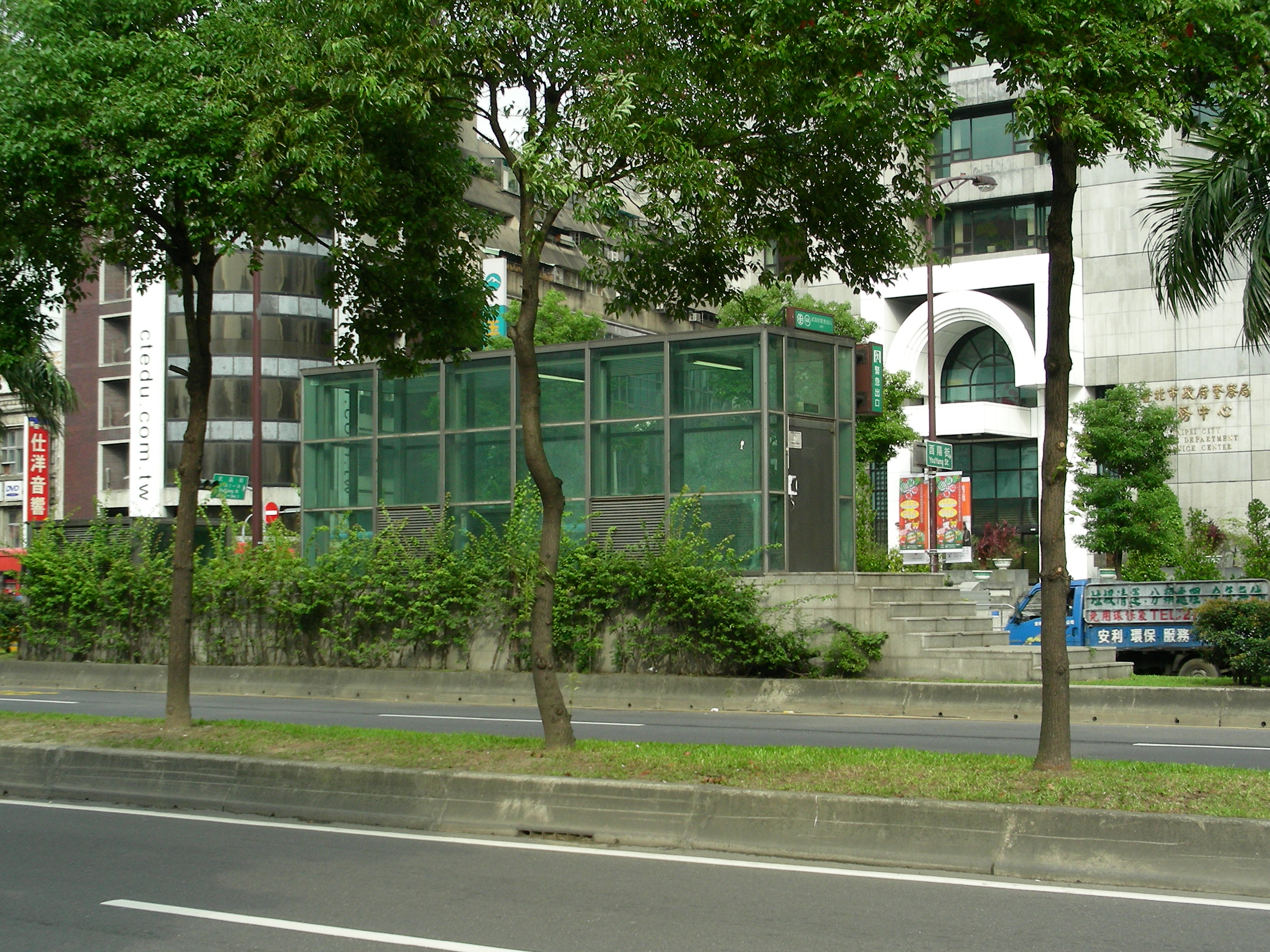
西門緊急停靠站出口

### 臺鐵西門車站
- 1930年（日治時期），設置「新起町乘降場」（日语：／ Shinkichō－ ?）（因臨近新起町而得名），專供單節汽油客車停靠，地點大致緊臨今捷運西門站現址。

- 1953年12月1日，戰後計畫整建後復站，並改稱「西門車站」，但由於車站所在地已經被違章建築群（隨國民政府撤退來台的居民所搭建）所隱沒[7]，在鐵路地下化後，又新設「西門緊急停靠站」安全設施，供列車於緊急情形下停靠。

### 台北捷運西門站
- 1999年12月24日：板南線側（1號月台、3月台隨著南港線「市政府－西門」段以及板橋線「西門－龍山寺」段正式通車而啟用[8]。
- 2000年8月31日：新店線側（2號、4號）月台隨著小南門線「西門－中正紀念堂」段正式通車而加入營運[8]。
- 2003年：配合台北市政府改採漢語拼音為主要譯名標準的新政策，站名的官方英譯由原本威妥瑪拼音的Hsimen Station改為Ximen Station。[9]
- 2013年11月24日：隨信義線通車，小南門線列車延駛至新店線台電大樓站。
- 2013年12月21日：南港線、新店線半高式月台門正式啟用。
- 2014年4月8日：台北市政府公布松山線通車後的營運模式，松山線將與新店線直通運行，新店線不再與淡水線直通運行。本站綠線月台在松山線通車後回復原本營運設定。[10]
- 2014年10月18日：松山線進行系統試運轉，本站與小南門站回歸原始設計，固定月臺發車方向。
- 2014年11月15日：松山線通車，松山線將從本站通車至松山站，與新店線合稱松山新店線[11]。
- 2021年5月23日：因新冠肺炎本土疫情導致萬華區病例持續增加，考量站務人力與防疫下暫時封閉本站1、2、3號出口，直到7月18日解除封閉。[12][13]

## 利用狀況
根據2024年12月資料，本站每日旅運量約為153,235人次，在台北捷運各站中排行第2名。
| 1999                                                                                 | 172,478                                                                          | 156,556    | 329,034    | [ 14 ] | 21,560   | 19,570   | 41,129   |
| 2000                                                                                 | 10,646,203                                                                       | 10,616,328 | 21,262,531 | [ 14 ] | 29,088   | 29,006   | 58,094   |
| 2001                                                                                 | 11,916,356                                                                       | 12,110,677 | 24,027,033 | [ 14 ] | [ 註 2 ] | [ 註 2 ] | [ 註 2 ] |
| 2002                                                                                 | 13,729,536                                                                       | 14,249,620 | 27,979,156 | [ 14 ] | 37,615   | 39,040   | 76,655   |
| 2003                                                                                 | 12,813,222                                                                       | 13,388,740 | 26,201,962 | [ 14 ] | 35,105   | 36,681   | 71,786   |
| 2004                                                                                 | 14,521,265                                                                       | 14,744,595 | 29,265,860 | [ 14 ] | 39,676   | 40,286   | 79,961   |
| 2005                                                                                 | 15,202,791                                                                       | 15,356,716 | 30,559,507 | [ 14 ] | 41,651   | 42,073   | 83,725   |
| 2006                                                                                 | 15,931,820                                                                       | 16,059,586 | 31,991,406 | [ 14 ] | 43,649   | 43,999   | 87,648   |
| 2007                                                                                 | 17,165,333                                                                       | 17,322,074 | 34,487,407 | [ 14 ] | 47,028   | 47,458   | 94,486   |
| 2008                                                                                 | 18,485,582                                                                       | 18,622,216 | 37,107,798 | [ 14 ] | 50,507   | 50,880   | 101,387  |
| 2009                                                                                 | 18,798,173                                                                       | 18,973,533 | 37,771,706 | [ 14 ] | 51,502   | 51,982   | 103,484  |
| 2010                                                                                 | 19,917,071                                                                       | 20,145,129 | 40,062,200 | [ 14 ] | 54,567   | 55,192   | 109,759  |
| 2011                                                                                 | 21,344,367                                                                       | 21,636,031 | 42,980,398 | [ 14 ] | 58,478   | 59,277   | 117,755  |
| 2012                                                                                 | 20,839,347                                                                       | 21,095,653 | 41,935,000 | [ 14 ] | 56,938   | 57,638   | 114,577  |
| 2013                                                                                 | 21,621,938                                                                       | 21,846,034 | 43,467,972 | [ 14 ] | 59,238   | 59,852   | 119,090  |
| 2014                                                                                 | 23,385,630                                                                       | 23,716,266 | 47,101,896 | [ 14 ] | 64,070   | 64,976   | 129,046  |
| 2015                                                                                 | 25,600,566                                                                       | 25,996,825 | 51,597,391 | [ 14 ] | 70,139   | 71,224   | 141,363  |
| 2016                                                                                 | 26,176,631                                                                       | 26,585,416 | 52,762,047 | [ 14 ] | 71,521   | 72,638   | 144,159  |
| 2017                                                                                 | 26,829,931                                                                       | 27,093,911 | 53,923,842 | [ 14 ] | 73,507   | 74,230   | 147,737  |
| 2018                                                                                 | 27,155,469                                                                       | 27,354,512 | 54,509,981 | [ 14 ] | 74,399   | 74,944   | 149,342  |
| 2019                                                                                 | 28,021,574                                                                       | 28,297,655 | 56,319,229 | [ 14 ] | 76,771   | 77,528   | 154,299  |
| 2020                                                                                 | 20,703,418                                                                       | 20,749,300 | 41,452,718 | [ 14 ] | 56,567   | 56,692   | 113,259  |
| 由于技术原因，此 旧版图表 已停用，並須迁移至 新版图表 。造成您的不便，我們深表歉意。 |                                                                                  |            |            |        |          |          |          |
|                                                                                      | 由于技术原因，此旧版图表已停用，並須迁移至新版图表。造成您的不便，我們深表歉意。 |            |            |        |          |          |          |

## 腳註

### 來源資料
1. ↑   (新闻稿). 台北捷運. 2016-04-11  [2016-04-11]. （原始内容存档于2016-04-11） （中文（臺灣））.
2. 1 2  . 臺北大眾捷運股份有限公司. 2021-01-15.
3. ↑  .   [2014-08-09]. （原始内容存档于2013-11-13）.
4. ↑  . 2017年12月  [2011-12-16]. （原始内容存档于2013-11-13）.
5. ↑  . 台北捷運. 2014-10-22  [2014-10-18]. （原始内容存档于2014-10-22）.
6. ↑  本(18)日西門站、小南門站恢復「固定月臺」運行 建議利用假日熟悉搭車動線[永久]
7. ↑  . 臺灣民聲日報 (國立公共資訊圖書館 數位典藏服務網). 1953-11-28  [2021-12-05]. （原始内容存档于2021-12-05）. 甲 客運部分 5、增設汽油車招呼站為便利短途商旅及臺北近郊住民交通起見在北部『北五堵』『西門』『浮州』『江子翠』淡水線『長安』『劍潭』等（中略）十二月一日起辦理客運業務停靠汽油車
8. 1 2  黃秀政. . 臺北市文獻委員會. 2014: 頁84  [2020-01-04]. ISBN 9789860427660. （原始内容存档于2021-01-23）.
9. ↑  . 蘋果日報. 2003-11-24  [2020-12-27]. （原始内容存档于2021-01-12） （中文（臺灣））.
10. ↑  . 臺北大眾捷運股份有限公司. 2014-04-08  [2014-04-08]. （原始内容存档于2014-04-08）.
11. ↑  戴雅真. . 中央社. 2013-10-23  [2013-10-23]. （原始内容存档于2013-11-15）.
12. ↑  . TVBS新聞網. 2021-05-23  [2021-05-23]. （原始内容存档于2021-05-23）.
13. ↑  . 臺北大眾捷運股份有限公司. 2021-07-18  [2021-07-19]. （原始内容存档于2021-07-19）.
14. ↑  臺北捷運公司. . 2019-02-26  [2019-06-08]. （原始内容存档于2020-11-28）. 臺北市統計資料庫查詢系統
15. ↑  徐榮崇. . 臺北市文獻委員會. 2015年12月: 頁121–132  [2020-01-04]. ISBN 9789860469875. （原始内容存档于2020-12-07）.

- 臺北市商業處-商圈介紹-西門町(商圈)、沅陵街(商圈)、中華路影音(商圈)、北門相機(商圈) （页面存档备份，存于）

## 外部連結
- 臺北大眾捷運股份有限公司 （页面存档备份，存于）
- 臺北市政府捷運工程局 （页面存档备份，存于）
- 西門站位置圖（台北捷運公司） （页面存档备份，存于）
- 西門站車站剖面相關位置圖（台北捷運公司） （页面存档备份，存于）
- 販賣店現況 （页面存档备份，存于）